# 薛庆之
薛庆之（？—？），字庆集，河东郡汾阴县（今山西省运城市万荣县）人，出自河东薛氏西祖第二房，北魏官员。

## 生平
薛庆之很是以学问而闻名，很熟悉文书公案，以奉朝请为起家官，兼领侍御史，升任廷尉丞。廷尉寺邻接北城，曾在夏天在廷尉寺旁捕捉到一只狐狸。薛庆之与廷尉正博陵崔纂一个人认为北城狐狸狡猾为害，应该从速杀掉，另一个人则认为当时正是繁育的月份，应该等待秋分。廷尉卿裴延俊、袁翻互相之间也有异议。虽然是戏谑，但是他们的文辞和义理可观，该事迹流传于当世。薛庆之转任尚书郎、兼任尚书左丞，为并肆二州行台，获赐爵龙丘子，代理并州刺史，又升任征虏将军、沧州刺史。武泰元年三月癸未（528年4月30日），葛荣攻克了沧州州城，薛庆之被俘虏，很快因病去世。朝廷赠予后将军、华州刺史。

## 家庭

### 父母
- 薛𬴊驹，北魏中书博士、兼主客郎
- 顿丘李氏，北魏陈留贞王李诞之女，北魏侍中、骠骑大将军、开府仪同三司、相州刺史、陈留武康侯李崇的姐妹[5][6]

### 兄弟
- 薛英集，北魏治书侍御史、通直散骑常侍